# Das etruskische Lächeln
Das etruskische Lächeln (Originaltitel: The Etruscan Smile) ist ein US-amerikanischer Film der Regisseure Oded Binnun und Mihal Brezis, der auf dem gleichnamigen Roman von José Luis Sampedro basiert.

## Handlung
Rory MacNail, der sein ganzes Leben auf einer Insel auf den Äußeren Hebriden verbracht hat, sieht sich wegen seiner angeschlagenen Gesundheit gezwungen, den örtlichen Tierarzt zu Rate zu ziehen. Der verweigert ihm jedoch weitere Hilfe und legt ihm stattdessen dringend nahe, zu seinem Sohn Ian nach San Francisco zu fliegen, um sich richtig untersuchen zu lassen. Widerwillig lässt sich Rory darauf ein. Sein vorrangiger Antrieb ist für ihn dabei, den alten Campbell überleben zu wollen, der ihm über eine seit Jahrhunderten andauernde Familienfehde verhasst ist und der ihm, selbst schon seit Jahren an einer Leberzirrhose leidend, den baldigen Tod vorausgesagt hat. 
Ian, der als Chemiker nun ein Restaurant mit Molekularküche betreibt, und seine Frau Emily pflegen einen modernen Lebensstil. Baby Jamie lassen sie neueste Erziehungsmethoden zukommen. Rory ist diese Welt fremd, und er gerät immer wieder mit seinem Sohn aneinander. Dagegen kümmert er sich liebevoll um sein Enkelkind, für das die vielbeschäftigten Eltern wenig Zeit haben. In einem Kunstmuseum lernt Rory die dort arbeitende Claudia kennen, als es ihm eine Skulptur der etruskischen Kultur mit lächelnden Figuren angetan hat. Er wird zu einem Projekt zu seltenen Sprachen an der Universität eingeladen, wo seine auf Gälisch erzählten Geschichten aufgezeichnet werden.
Bei der ärztlichen Untersuchung stellt sich heraus, dass Rory Prostatakrebs im Endstadium hat. Er möchte die ihm verbliebene Zeit mit Claudia und Jamie verbringen. Als er vom Tod seines Rivalen in Schottland benachrichtigt wird, feiert er diesen zum Befremden von Ian mit einer Flasche Whiskey. Rory konnte bisher nicht verwinden, dass er Ian nicht zu einem „richtigen Mann“ erziehen konnte. Nun akzeptiert er aber, dass dieser sein Leben nach seinen eigenen Vorstellungen gestaltet. Als er bei Claudia einen Zusammenbruch erleidet, äußert er den Wunsch, wieder in seine geliebte Heimat zurückzukehren. Ian sagt ihm, dass sie mit ihm kommen werden. Auf den Hebriden erleben sie eine schöne Zeit. Ian nimmt von Rory das Muschelmesser an, das er als Kind nicht haben wollte. Als Jamie das gälische Wort für Großvater ausspricht, ist Rory glücklich und kann in Frieden sterben. Einige Jahre später stattet Ians Familie, inzwischen mit einem zweiten Kind, dem Haus von Rory wieder einen Besuch ab.

## Veröffentlichung
Der Film wurde im Februar 2017 in Basel vorgestellt. In Deutschland wurde er am 10. April 2018 als „Weltpremiere“ im Berliner Zoo Palast gezeigt. Bei beiden Vorstellungen waren Produzent Arthur Cohn sowie viele Prominente anwesend. Am 12. April 2018 kam der Film in die deutschen Kinos.

## Hintergrund

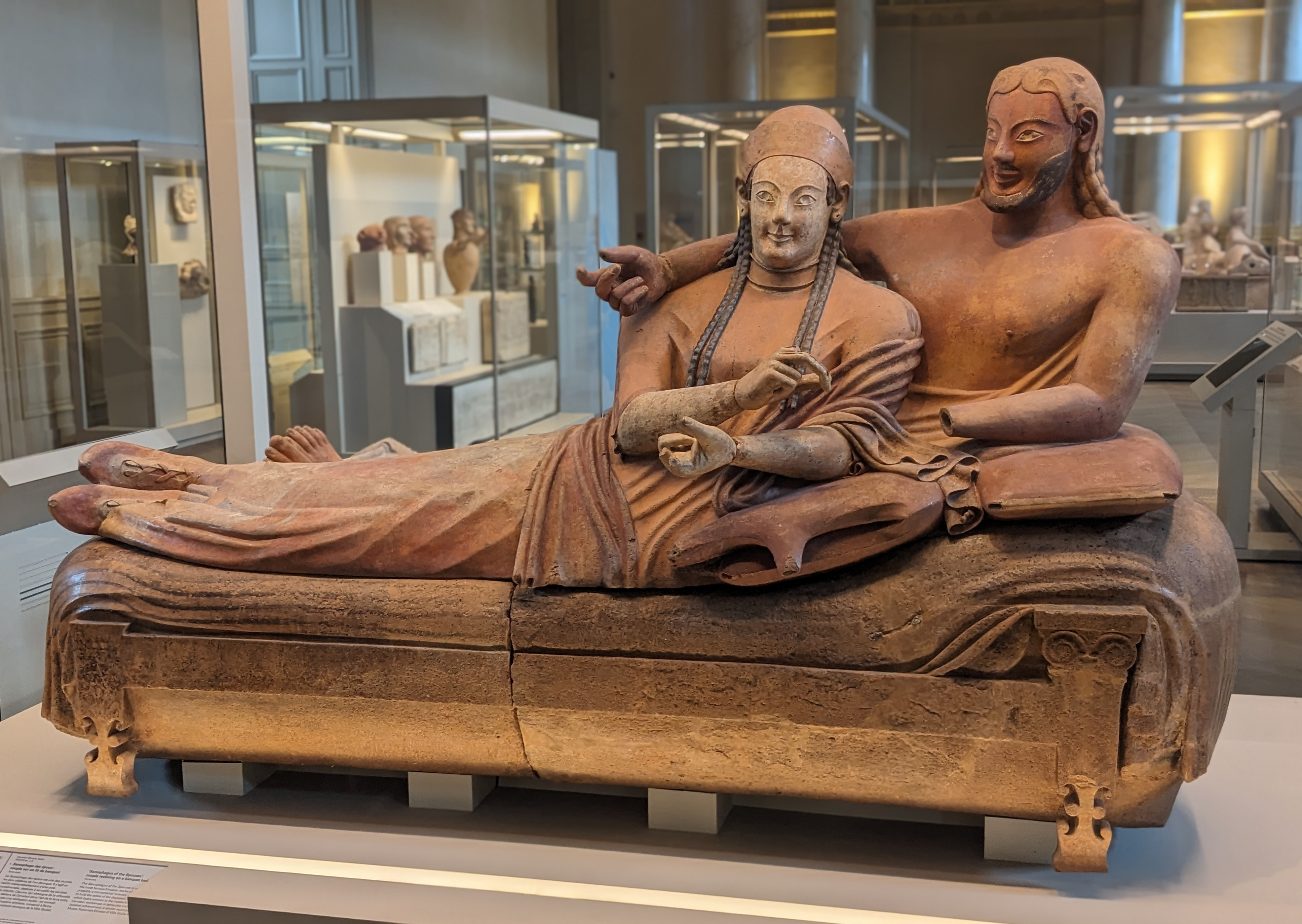
Der Ehegatten-Sarkophag aus dem Louvre diente als Vorlage für das „etruskische Lächeln“

Das Haus von Rory befindet sich am Loch Eriboll. Die Museumsszenen wurden in der San Francisco City Hall gedreht.
Der Film verlegt – im Vergleich zum Roman – die Handlung zum einen vom kalabrischen Süden Italiens an die Äußeren Hebriden Schottlands und zum anderen von der italienischen Metropole Mailand nach San Francisco. 
Von der titelgebenden Statue steht eine Version in der Villa Giulia im Norden von Rom und die andere im Louvre in Paris. Für den Film wurde in den USA eine weitere Statue mit einem „besonderen Lächeln“ angefertigt.

## Kritiken
Die Filmkritikerin Irene Genhart vom Portal Cineman.ch schreibt: „Mit dem Etruskischen Lächeln ist dem 90-jährigen Produzenten Arthur Cohn nochmals ein – landschaftlich sensationell schöner und ans Herz gehender – Film geglückt, der zeigt, worum es im Leben wirklich geht: Menschlichkeit.“
Antje Wessels von Filmstarts.de ist dagegen der Meinung, dass die Geschichte „gefühlduselig aufbereitet“ sei. Die Vorhersehbarkeit des Ausgangs sei dabei nicht das Problem, sondern dass der Weg dorthin „abgedroschen und klischeehaft“ wirke. Es bleibe „bei zuweilen aufblitzender Wahrhaftigkeit und einzelnen charmanten Szenen“.
Laut des Filmportals Cinema begeistere das Drama dagegen mit einem „ausgewogenen Mix aus Humor und Ernsthaftigkeit“. Vor dem Hintergrund des Vater-Sohn-Konflikts rühre vor allem „die tiefe Bindung zum kleinen Jamie zu Tränen“. Doch auch heitere Momente fänden ihren Platz.
Matthias Halbig von RedaktionsNetzwerk Deutschland kommt in der Hannoverschen Allgemeine zum Schluss: „Wie leicht hätte das falsch und kitschig geraten können. Aber Cox macht Rorys Erwachen glaubwürdig und rührt den Zuschauer am Ende zu Tränen“.